# Onthophagus fuscus
Onthophagus fuscus är en skalbaggsart som beskrevs av Antoine Boucomont 1932. Onthophagus fuscus ingår i släktet Onthophagus och familjen bladhorningar.

## Underarter
Arten delas in i följande underarter:
- O. f. parafuscus
- O. f. canescens
- O. f. mycetorum